# 池村匡哉
池村 匡哉（いけむら まさや）は、日本のゲームクリエイター。2003年神奈川大学卒業後、2003年よりバンダイナムコスタジオ（当時ナムコ）にて格闘ゲーム鉄拳の開発にプランナーとして従事。

## 来歴
- 2003年神奈川大学理学研究科情報科学専攻
- 2003年バンダイナムコスタジオ（当時 ナムコ）入社。格闘ゲーム開発、プランナー
- 2015年株式会社ディー・エヌ・エー入社、スマートフォンアプリ開発
- 2016年に沖縄に移住Tale Factory名義でゲーム開発

## 人物
2016年に沖縄に移住、現在はTale Factory名義でゲームプランナー／シナリオライターの業務を続けている。那覇市内の専門学校にてプランナー向けの講義も行い、後進の育成にも尽力中。

### エピソード
シナリオ作成は学生時代から趣味として続けていた。WebプログラマとしてFOMA初期にアプリを作成。社内SEとしてシステム構築を経験後、企画職に転向。
プログラマの経験を活かして通信仕様作成と世界観作成を行うプランナーとして活動中。

## 参加作品リスト
- 鉄拳
- Tales of シリーズ